# Akaflieg Karlsruhe AK-1
Die Akaflieg Karlsruhe AK-1 war das erste große Projekt der Akaflieg Karlsruhe nach der Wiedergründung im Jahr 1951, ein eigenstartfähiger Motorsegler mit Klapptriebwerk. Nach dem Konstrukteur Otto Funk und Mitbegründer von FK Leichtflugzeuge wird das Flugzeug auch als FK-4 bezeichnet.

## Ziele des Projektes
Das Projekt AK-1 hatte ein eigenstartfähiges, witterungsbeständiges Segelflugzeug der Standardklasse zum Ziel. Der Eigenstart sollte ohne eine weitere Person möglich sein und das Flugzeug eine minimale Wartungs- und Überholungsbedürftigkeit besitzen. Da das Triebwerk die Leistung des Flugzeuges wenig beeinflussen sollte, wurde es einklappbar geplant. Der Antriebsstrang Hirth F10 diente als Grundlage.

## Konstruktion
Bei der Bauweise wollte die Akaflieg neue Wege im Flugzeugbau beschreiten, so entschied man sich für eine Metall-/GfK-Gemischtbauweise, da die noch junge GfK-Bauweise nicht sehr verbreitet war. Ebenso erschien die neu entwickelte Metall-Klebetechnik vielversprechend zu sein, da man auf störende Niete verzichten konnte.

### Tragfläche und Leitwerk
Im Flügel wurde ein U-förmiger Holm verwendet, der durch Verkleben und Vernieten von Stegblechen für Ober- und Untergurt mit Verstärkungslaschen und Beschlägen entstand. Anschließend wurden Bördelrippen angebracht, welche die Form gaben. Bis auf des Seitenruder wurden alle Steuerflächen nach dem gleichen Prinzip wie der Flügel gefertigt.
Um Schwingungsproblemen vorzubeugen, welche durch den Propellerstrahl erzeugt worden wären, wurde anstatt eines T-Leitwerkes ein Kreuzleitwerk verwendet. Das Seitenruder wurde mit Seilzügen, die restlichen Ruder werden über Stangen angesteuert.

### Rumpf und Motor
Der Rumpf besteht aus einem Stahlrohrfachwerk, welches mit einer GfK-Schale verkleidet ist. Diese Bauweise bot genügend Platz für die Steuerung und das Triebwerk mit seiner aufwändigen Ein- und Ausfahrkinematik.
Als Antrieb wurde ein 4-Zylinder-Zweitaktmotor Hirth F10A verwendet, der mit 28 PS und einer Druckluftschraube von 1,3 Metern Durchmesser den nötigen Schub lieferte. Um Kühlungsprobleme zu vermeiden, wurde der Motor zusammen mit dem Propeller ausgefahren. Das Ein- und Ausfahren wurde mechanisch vom Piloten gesteuert, wobei dieser von 12 Gummizügen unterstützt wurde.

## Nutzung und Verbleib
Der Erstflug der AK-1 war im Januar 1971. Nach vielen Jahren in der Akaflieg Karlsruhe ist das Flugzeug seit dem 18. Oktober 2008 in der Flugwerft Schleißheim des Deutschen Museums ausgestellt.

## Technische Daten
| Kenngröße             | Daten                                                                 |
| --------------------- | --------------------------------------------------------------------- |
| Besatzung             | 1                                                                     |
| Länge                 | 7,20 m                                                                |
| Spannweite            | 15 m                                                                  |
| Höhe                  |                                                                       |
| Flügelfläche          | 14,36 m²                                                              |
| Flügelstreckung       | 15,7                                                                  |
| Gleitzahl             | 30                                                                    |
| Geringstes Sinken     |                                                                       |
| Rüstmasse             | 323,8 kg                                                              |
| max. Startmasse       | 420 kg                                                                |
| Höchstgeschwindigkeit | 180 km/h                                                              |
| Triebwerke            | 1 × Vierzylinder-Zweitaktmotor Hirth F10A, 26 PS (19 kW) bei 5000/min |
| Propeller             | HO 02-130B85D                                                         |